# Parole
Pour les articles homonymes, voir Parole (homonymie).
 (novembre 2018).
 (novembre 2018).
- Si vous ne connaissez pas le sujet, laissez ce bandeau (vous pouvez alors contacter les auteurs).
- Si vous supprimez le contenu mis en cause (vous pouvez préalablement contacter les auteurs),

argumentez précisément cette suppression dans la page de discussion
(un manque de référence n'est pas un argument ; une recherche réelle de référence doit avoir été effectuée, être formellement documentée).
 (novembre 2018).
Si vous disposez d'ouvrages ou d'articles de référence ou si vous connaissez des sites web de qualité traitant du thème abordé ici, merci de compléter l'article en donnant les références utiles à sa vérifiabilité et en les liant à la section « Notes et références ».
La parole est le langage articulé humain (même si des études ethologiques et philosophiques sont en cours pour déterminer si d’autres animaux pourraient être considérés comme dotés de parole, notamment les perroquets) destiné à communiquer la pensée, et est à distinguer des communications orales diverses, comme les cris, les alertes ou les gémissements. « Articuler la parole » consiste à former des signes audibles, les syllabes, formant les mots qui constituent des symboles. Métaphoriquement, la parole est devenue toute communication s'adressant à l'esprit (parler avec le regard, la gestuelle, le silence). L'étymologie du mot parole est la même que celle du mot parabole, en grec le mot παραϐολή / parabolḗ signifie « rapprochement, comparaison ».
La parole est le langage incarné de l'Homme. La parole est singulière et opère un acte de langage qui s'adresse à un interlocuteur, éventuellement soi-même, mentalement, ou à un support par l'écrit par exemple. La parole permet d'exprimer des besoins, pensées, sentiments, souffrances, aspirations, du locuteur. La parole peut aussi constituer une observation plus ou moins subjective des faits, ou encore être la formulation d'une demande. Elle permet de témoigner d'un changement de conception du monde (épistémè). Dans ce sens, une vérité est la tentative de description de la réalité à l'aide de la parole.
L'usage social de la parole a déterminé des langages particuliers nommés idiomes, langues, dialectes, parlers. L'utilisation d'une langue ou le choix des mots n'est pas neutre parce que le langage structure la pensée. Les querelles linguistiques ou atteintes aux langues peuvent être des tentatives de sujétion de l'Homme en imposant des paradigmes, comme dans le cas de la langue ou des expressions d'un groupe dominant.
La parole permet de communiquer l'abstraction et permet sa mémorisation. Une abstraction peut permettre la création de concepts nouveaux distincts de la réalité. La parole est depuis longtemps physiquement mémorisée sur des supports divers, d’abord par les images comme avec l’art rupestre il y a plus de 30 000 ans. Puis par l'écriture, dont la date d'apparition marque le début de l’histoire (en Mésopotamie en 3500 av. J.-C.). Et enfin, de nouveau les images reprennent l'ascendant sur l'écriture avec le développement des supports audio-visuels dans les sociétés contemporaines.

## Depuis quand parlons-nous?
L'observation du monde vivant montre que, quant à la suite d'une mutation, une faculté de communication est disponible pour un organisme, elle est rapidement exploitée, dans le monde animal, comme chez certaines bactéries ou végétaux (on peut citer l'exemple des acacias africains qui deviennent toxiques dès qu'un autre acacia est brouté par un herbivore, ici, la communication est chimique).
On peut observer dans le monde animal des capacités poussées d'imitations vocales (chez le perroquet notamment, comme avec Alex qui disposait d'un vocabulaire d’environ 150 mots qu’il utilisait à bon escient et 10 000 mots qu’ils comprenait) et des protolangages articulés sous la forme de communication acoustique significative, avec parfois des variations interindividuelles et souvent des sortes de dialectes régionaux pour les espèces à large répartition ou comprenant des populations isolées.
Pour la plupart des chercheurs, la parole, c'est-à-dire l'utilisation de mots construits avec des voyelles et consonnes, mais qui sont aussi des symboles permettant la transmission de cultures (lithiques par exemple) et la création de concepts abstraits s'est faite progressivement, ceci depuis le début du développement de la faculté d'articuler le langage oral.
- Une hypothèse longtemps retenue est que chez l'Homme le début du processus remonterait à la station debout qui aurait permis l'abaissement du larynx de la base du crâne, coordonné à une flexion de la base du crâne qui dégage une cavité pharyngée suffisamment volumineuse pour donner toute son amplitude et son contraste aux sons émis par les cordes vocales. Cette descente du larynx dans le cou (depuis le niveau de la première vertèbre cervicale jusqu'à sa position définitive, à la hauteur de la cinquième vertèbre, processus qui prend environ dix-huit mois)[3] serait ainsi indispensable à la faculté de moduler des sons articulés, il y a plus d'un million d'années. Il y a 100 000 ans environ, l'Homo sapiens moderne et même celui de Néandertal, usaient déjà pleinement de la parole, ce qui peut se démontrer avec l'outillage lithique, le biface par exemple, se répartissant en Europe du Sud, en Asie de l'ouest et en Afrique, attestant la transmission d'une culture. Cette hypothèse est peu satisfaisante, les spécialistes d'anatomie comparée donnant plusieurs contre-arguments : les femmes n'ont pas de courbure du système vocal ; si le larynx subit une première descente vers la fin de la première année, il en subit une seconde à la puberté chez les hommes[4] ; des babouins peuvent vocaliser alors que leur larynx est en position haute mais inversement plusieurs mammifères comme le cerf élaphe ont un larynx localisé bas dans le cou de façon permanente. Cet allongement du conduit vocal des mâles permet d'abaisser la fréquence fondamentale de la voix, ce qui sert probablement aux mâles, par l'exagération de l'expression sonore de la taille corporelle à marquer leur domination, l'intimidation, ou leur supériorité hiérarchique lors des parades amoureuses[5].

- Une autre hypothèse, déjà portée par Darwin est que les autres hominidés n'ont pas un cerveau permettant de produire la parole via le larynx. Cette seconde théorie pourrait être validée par des travaux récents montrant que le larynx des grands singes pourrait physiologiquement articuler des voyelles telles que A, E, I, O, U mais que ces animaux ne disposent pas du câblage nerveux permettant au cerveau de commander le larynx pour ce faire[6]. Tecumseh Fitch et ses collègues en déduisent que les recherches paléoanthropologiques basées sur les formes fossile de larynx sont inutiles car tous les ancêtres humains avaient en réalité des anatomies vocales permettant potentiellement la parole. Selon eux, la recherche devrait se concentrer sur les facteurs génétiques, dont sur l'origine et la date d'apparition du gène FOXP2 reconnu comme indispensable chez l'homme au bon développement de la parole et du langage[6].

Dan Dediu (psycholinguiste à l'Institut Max Planck de Nimègue) ajoute que les légères différences fines d'anatomie de la vocalisation chez les humains actuels pourraient expliquer les propriétés phoniques et phonétiques propres à certaines langues et apporter des informations sur l'histoire de l'humanité et de l'acquisition du langage articulé.
Les premiers objets « nommés » par un symbole sont sans doute les lieux pour la mémorisation de l'espace vital. Actuellement ce sont les toponymes et noms propres qui représentent les éléments de langage les plus anciens, et souvent, concernant les eaux et reliefs, d'origine trop ancienne et d'une langue disparue.
L’art le plus ancien connu environ – 40 000 ans b.p., puis la Grotte Chauvet entre autres, témoignent de l'avancement d'une probable utilisation accomplie de la parole, car le degré d'abstraction des représentations mobilières et pariétales y sont analogues aux nôtres.

## Parole et éducation
En matière d'éducation, le philosophe Eirick Prairat s'attarde sur la fonction relationnelle du langage et propose une éthique de la parole : « Au cœur de la parole, si la parole est d’abord lien, se manifeste une vertu, discrète mais essentielle, la vertu de tact ».
Dans le domaine spécifique de la sanction éducative, il soutient que celle-ci appelle la parole : « la parole a un statut particulier, elle lie et délie en même temps. Au plan du sens, elle relie la sanction à la transgression, elle fait un pont symbolique entre les deux actes ; au plan pratique, elle met la sanction à distance de la transgression et l’empêche ainsi d’être une simple vengeance. C’est précisément parce que la vengeance est l’acte silencieux par excellence que la sanction s’annonce et se parle ».

## Parole et neurosciences
La communication par la parole est essentiellement prise en charge par deux aires différentes du cerveau. L'aire de Broca permet la production des mots parlés et l'aire de Wernicke permet la compréhension de ces mots. Dans une étude publiée en 2014 dans la revue Brain, le neurochirurgien et neuroscientifique Hugues Duffau montre que « l'aire de Broca n'est pas l'aire de la parole » et que les fonctions langagières ne sont pas tant localisées dans une aire précise que dépendantes de connexions neuronales en reconfiguration constante.

## Dans la religion chrétienne
Dans la Bible, le mot grec λόγος / lógos, « parole », désigne la parole de Dieu en même temps qu'il en vient également à désigner Dieu lui-même, comme l'illustre l'évangile de Jean, dans lequel il est écrit :
Au commencement était le Verbe et le Verbe était avec Dieu et le Verbe était Dieu. (Jean 1:1).
Cet évangile est composé plusieurs siècles après les œuvres d'Anaxagore qui évoquaient le νοῦς / noūs, « l'esprit », et qui prétendaient que l'univers (perçu) est le fruit de l'intelligence, ainsi que de celles de Platon selon lesquelles Socrate voyait (dit-on) un univers créé par soi-même, c'est-à-dire par l'esprit.
Aussi, le christianisme considère le logos divin comme le commencement dont tout procède, c'est-à-dire comme l'origine de toute chose. Ainsi, la Genèse, récit de la Création, est le lieu d'un déploiement de la parole de Dieu d'où va naître la réalité. Par exemple, au verset 3, chapitre 1, la parole de Dieu apparaît, en effet, comme l'origine de la lumière quand il est écrit Dieu dit : Que la lumière soit! Et la lumière fut. et il semble alors que l’extériorisation de la volonté de Dieu soit l'acte de fondation du réel.
Enfin, selon la tradition chrétienne héritée de l'évangile de Jean, le Verbe s'est doté d'une matérialité en se faisant chair, c'est-à-dire en s'incarnant dans la personne de Jésus-Christ, fils de Dieu. La parole révèle aussi des écritures bibliques. Ces écritures constituent la Parole écrite.

## Parole intérieure
Les travaux sur la parole ou voix intérieure, appelée endophasie, révèlent une très grande diversité de façons de penser.